# Chikkanayakanahalli, Pavagada
Chikkanayakanahalli là một làng thuộc tehsil Pavagada, huyện Tumkur, bang Karnataka, Ấn Độ.